# Prescottia lobatus
Prescottia lobatus är en insektsart som beskrevs av Van Duzee 1894. Prescottia lobatus ingår i släktet Prescottia och familjen dvärgstritar. Inga underarter finns listade i Catalogue of Life.